# Ardisia parvidenticulata
Ardisia parvidenticulata är en viveväxtart som beskrevs av C.L. Lundell. Ardisia parvidenticulata ingår i släktet Ardisia och familjen viveväxter. Inga underarter finns listade i Catalogue of Life.